# 家庭治療
家庭治療（或家庭輔導）是心理治療的其中一種形式，透過改善家庭單位整體的家庭關係和行為模式，以及家庭內個別成員和群體或子系統之間的關係和行為模式達到治療成效。家庭治療包含大量不同的治療形式，這些形式有著多樣的概念原則、過程和結構，以及臨床重點。一些家庭治療理論（例如，客體關係理論）反映了個人心理治療模式在人際領域的延伸，亦有則是在較不傳統的背景下發展而來（例如，結構式家庭治療）。大多數家庭治療的方法都強調臨床問題產生的背景。這種伴隨的系統觀點潛在地允許臨床關注行為組織的所有層面，從個人到家庭，再到社區。家庭治療模式在治療時長、過去與現在導向、使用的技巧和治療目標等方面存在巨大差異。

## 目的
紓緩個人或整個家庭面對的精神及生活壓力，幫助他們適應各種逆境和尋找解決方法。

## 服務類別
- 個人、家庭及群組輔導[2]
- 哀傷輔導
- 心理治療

## 附加服務
相關服務機構亦會組織及舉辦不同類型的活動，增進和改善家庭成員之間的關係，以及建立受助家庭之間的互信互助，形成互助群組，使同路人能互相扶持和幫忙，分享經驗和建立精神依靠。

## 研究書目
- James Robert Bitter, (2014), Theory and Practice of Family Therapy and Counseling. CA: Brooks/Cole Publishing Co. ISBN 1111840504
- James Alexander, Bruce V. Parsons, (1997), Functional Family Therapy. CA: Thomson Brooks/Cole ISBN 0818504854

## 外部連結
- What Is Family Therapy? + 6 Techniques & Interventions （页面存档备份，存于）